# Алекс Раева
Александра Раева, по-известна като Алекс Раева, е българска певица.
Родителите ѝ са актьори – Илия Раев и Наталия Бардская. Сестра ѝ Веселина Раева е актриса и преподавателка в НАТФИЗ.
От 2001 до 2006 г. е част от „Шоуто на Слави“ и взема участие в турнетата на „Ку-ку бенд“. Започва самостоятелна кариера през 2006 г.
От 2011 до 2014 г. играе Нина Роси/Росица Николова в сериала „Седем часа разлика“. През 2016 води кулинарното реалити „Bake Off: Най-сладкото състезание“, заедно с Рафи.
През 2017 г. участва в българския дублаж на филма „Смърфовете: Забравеното селце“, в ролята на Смърфурия (озвучавана в оригинал от Мишел Родригес).
Заедно с Мария Игнатова са водещи на „България търси талант“ и „Екс Фактор“.
От 2020 г. е част от детективите в „Маскираният певец“.
През 2023 г. участва в голяма част от епизодите на С Рачков всичко е възможно.
През 2024 г. заедно с Краси Радков водят „Dancing Stars“ по bTV.